# Кафедра (фильм)
«Кафедра» — советский двухсерийный художественный фильм 1982 года по повести И. Грековой режиссёра Ивана Киасашвили, созданный по заказу Государственного комитета СССР по телевидению и радиовещанию.
Последняя роль в кино Андрея Попова. Существует также телеспектакль с названием «Кафедра» по роману В. Врублевской, снятый в том же 1982 году, где одну из главных ролей также сыграл Андрей Попов.

## Сюжет
Профессор Завалишин, крупный учёный, доктор технических наук, автор огромного количества научных трудов и великолепный преподаватель, много лет был главой Кафедры кибернетики в институте.
После смерти Завалишина на его место назначается профессор Флягин, не хватающий звезд с неба как деятель науки, но ярый поборник порядка и дисциплины. Новый заведующий искренне хочет улучшить работу кафедры. Однако он лишён дара руководить людьми, любить их. Действуя методами, больше пригодными для армейской казармы, Флягин получает от подчиненных обидное прозвище «Аракчеев», а с одним из них, доцентом Спиваком, вступает в открытый конфликт. Осознав свою неспособность быть руководителем научного коллектива, Флягин отказывается от занимаемой должности, несмотря на то, что большинство сотрудников кафедры не против его руководства.
В это же время доцент кафедры Нина Игнатьевна Асташова непримиримо борется с псевдоучёными, которые недостойны становиться на один уровень с Завалишиным, Спиваком и другими заслуженными работниками института, но открыто и напролом лезут на тёплое место. В частности, во время защиты докторской диссертации доцента смежной кафедры Яковкина она, не стесняясь, открыто обвиняет диссертанта в плагиате (использовании результатов, полученных его подчинёнными, без ссылки на авторов), а также в использовании для построения модели взаимоисключающих допущений.
Разбирая бумаги Завалишина, оставшиеся после его смерти, Асташова обнаруживает, что в последние годы профессор, тяжело переживший смерть любимой супруги, отошёл от научной деятельности и ничего существенного не создал. Чтобы поддержать его доброе имя в научных кругах, Асташова включает в посмертный сборник трудов профессора собственную работу под его именем.

## В ролях
- Андрей Попов — Николай Николаевич Завалишин, доктор технических наук, профессор, заведующий кафедрой кибернетики
- Светлана Кузьмина (озвучивание Ирина Купченко) — Нина Игнатьевна Асташова, доцент кафедры
- Ростислав Янковский — профессор Флягин, исполняющий обязанности зав.кафедрой после смерти Завалишина
- Игорь Ясулович — Лев Михайлович Маркин, доцент кафедры
- Виктор Штернберг — Семен Петрович Спивак, доцент кафедры
- Александр Кайдановский — геолог Валентин Орлов, женатый «друг» Асташовой
- Людмила Аринина — Лидия Михайловна, старший лаборант кафедры
- Виктор Сергачёв — доцент Кравцов, заместитель заведующего кафедрой при Завалишине
- Александр Вокач — Дмитрий Сергеевич Терновский, доцент, старейший сотрудник кафедры
- Леонид Ярмольник — Паша Рубакин, ассистент кафедры
- Елена Степанова — Майя Дудорова, лаборант по вычислительной технике, названная внучка профессора Завалишина
- Елена Антоненко — Люда Величко, студентка
- Владимир Земляникин — доцент Яковкин
- Галина Макарова — Дарья Степановна, домоправительница Завалишина
- Юрий Вутто — Александр, старший сын Асташовой, студент
- Людмила Иванова — Анна Павловна Евграфова
- Евгений Дворжецкий — студент

## Съёмочная группа
- Автор сценария: И. Грекова, Семён Лунгин, Павел Лунгин
- Режиссёр: Иван Киасашвили
- Оператор-постановщик: Игорь Черных
- Художник-постановщик: Евгений Ганкин
- Композитор: Софья Губайдулина
- Дирижёр: Сергей Скрипка